# Haus der Religionen (Hannover)

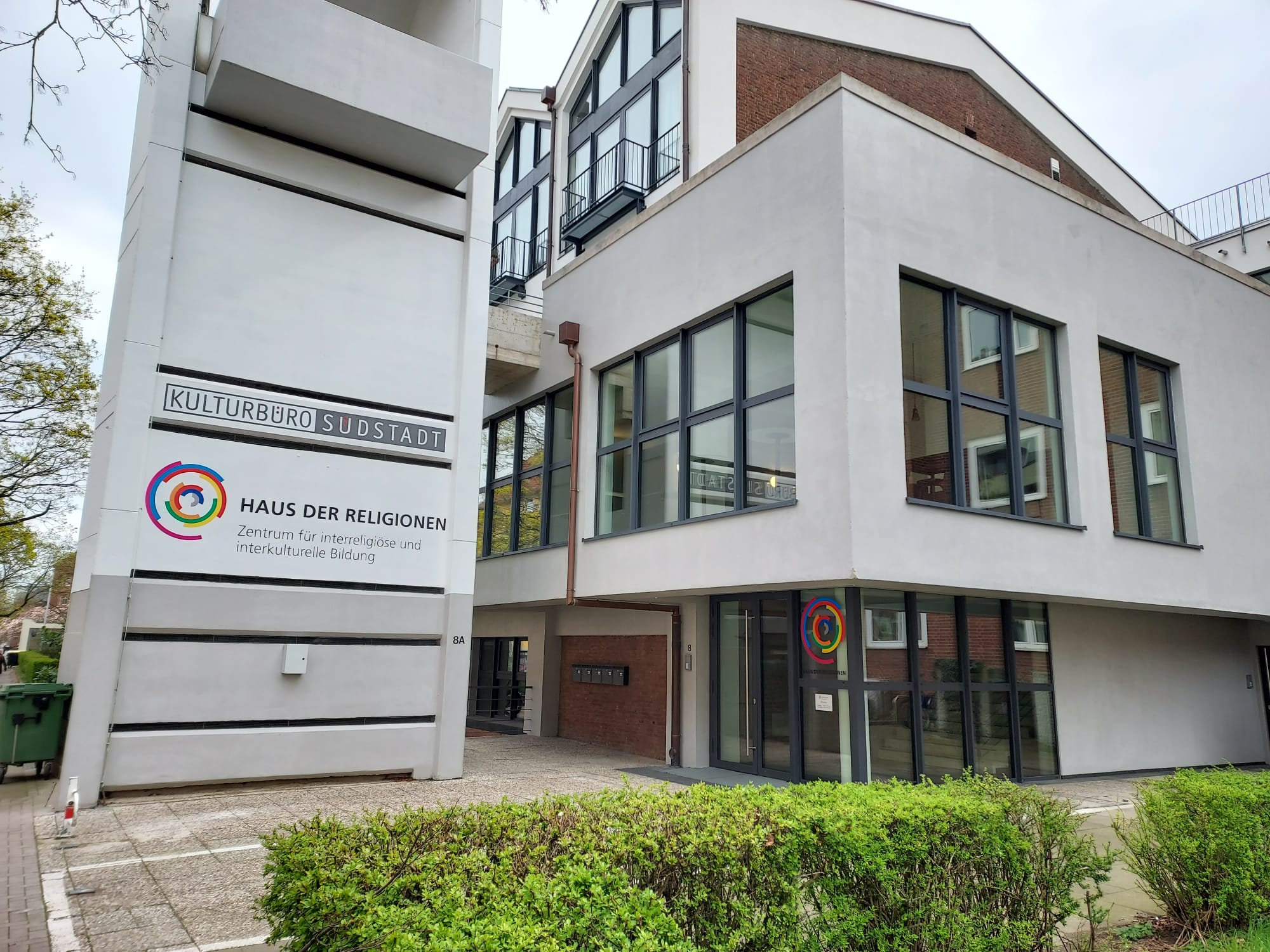
Sitz des Hauses der Religionen in der ehemaligen Athanasiuskirche

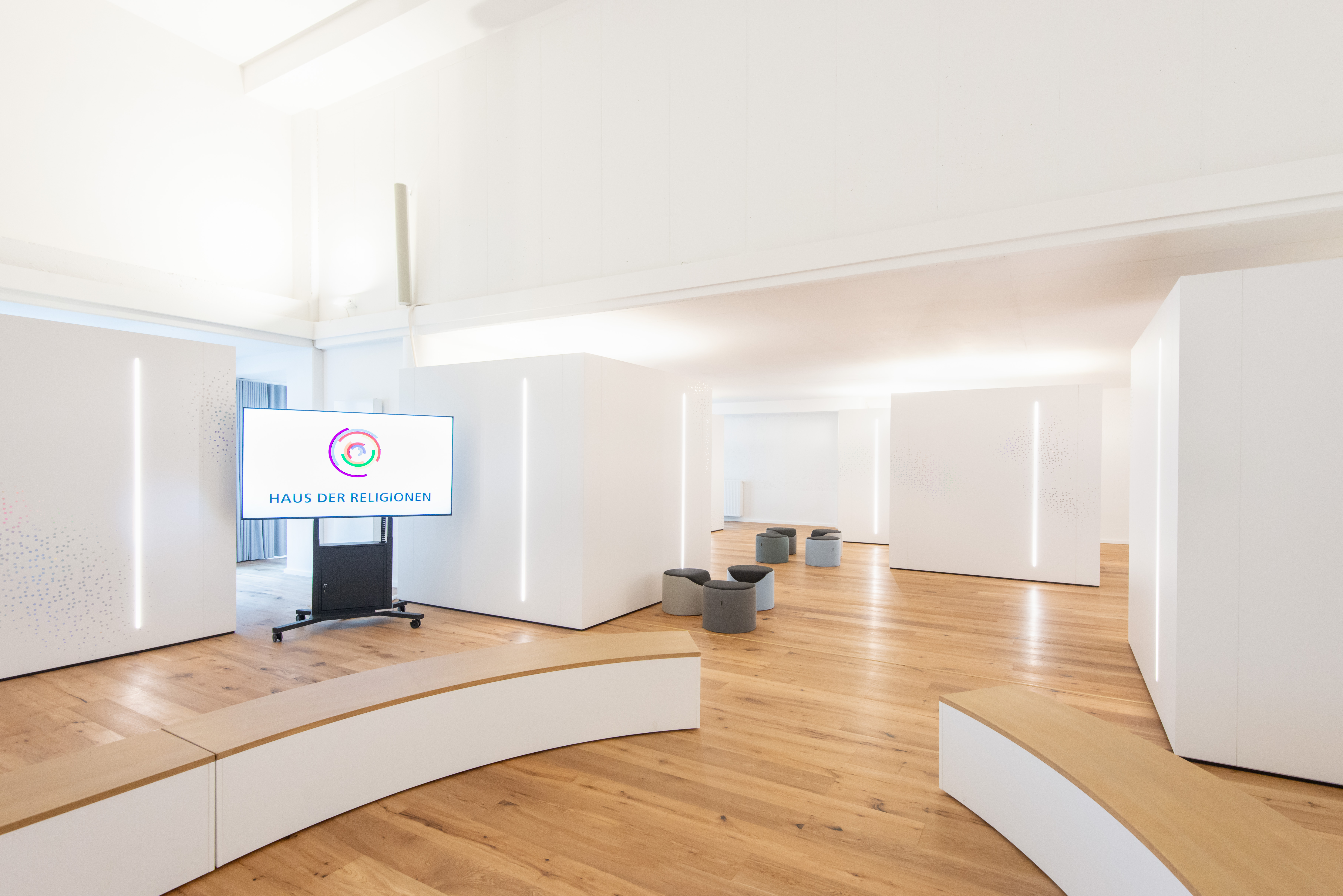
Veranstaltungssaal

Das Haus der Religionen ist ein interreligiöses und interkulturelles Bildungszentrum in Hannover. Über 50 Einzelgemeinschaften aus neun Religionen und Weltanschauungen (Alevitentum, Bahaitum, Buddhismus, Christentum, Ezidentum, Hinduismus, Humanismus, Islam und Judentum), die in der Stadt beheimatet sind, arbeiten in seinen Strukturen mit und tragen die inhaltliche Arbeit des Bildungs- und Veranstaltungszentrums. Sie sind im Forum und Rat der Religionen organisiert. Daneben besteht ein gemeinnütziger Trägerverein, der Haus der Religionen – Zentrum für interreligiöse und interkulturelle Bildung e.V., der die wirtschaftliche Betriebsfähigkeit und personelle Ausstattung des Hauses sicherstellt. Seit dem Deutschen Evangelischen Kirchentag 2005 hat das Haus der Religionen seinen Sitz im Gebäude der ehemalige Athanasiuskirche im Stadtteil Südstadt.

## Beschreibung
Das Haus der Religionen in Hannover war zur Zeit seiner Entstehung das erste in Europa. Bis heute ist es das einzige in Deutschland. Das bislang einzige vollendete Partnerprojekt, zu dem Kontakte bestehen, ist das Haus der Religionen (Bern) in der Schweiz. Das Haus der Religionen in Hannover wurde 2010 mit dem Integrationspreis der Stadt Hannover und dem Muhammad-Nafi-Tschelebi-Preis des Zentralinstitut Islam-Archiv-Deutschland ausgezeichnet. Im November 2022 wurde es nach zweijähriger Umbauphase von Bundespräsident Frank-Walter Steinmeier wiedereröffnet. Mit seiner im Zuge des Umbaus neu gestalteten multimedialen Dauerausstellung ist es außerschulischer Lernort sowie Fortbildungszentrum für Fachkräfte aus Verwaltung, Pflege, Medizin, Polizei, u. a. Jährlich besuchen über 150 Gruppen mit mehr als 3000 Teilnehmenden die Ausstellung. Über diese Angebote hinaus bietet das Haus der Religionen auch regelmäßige Abendveranstaltungen zu wechselnden Themen an, die in vielen Fällen über die Plattform Zoom mitverfolgt werden können.

## Geschichte

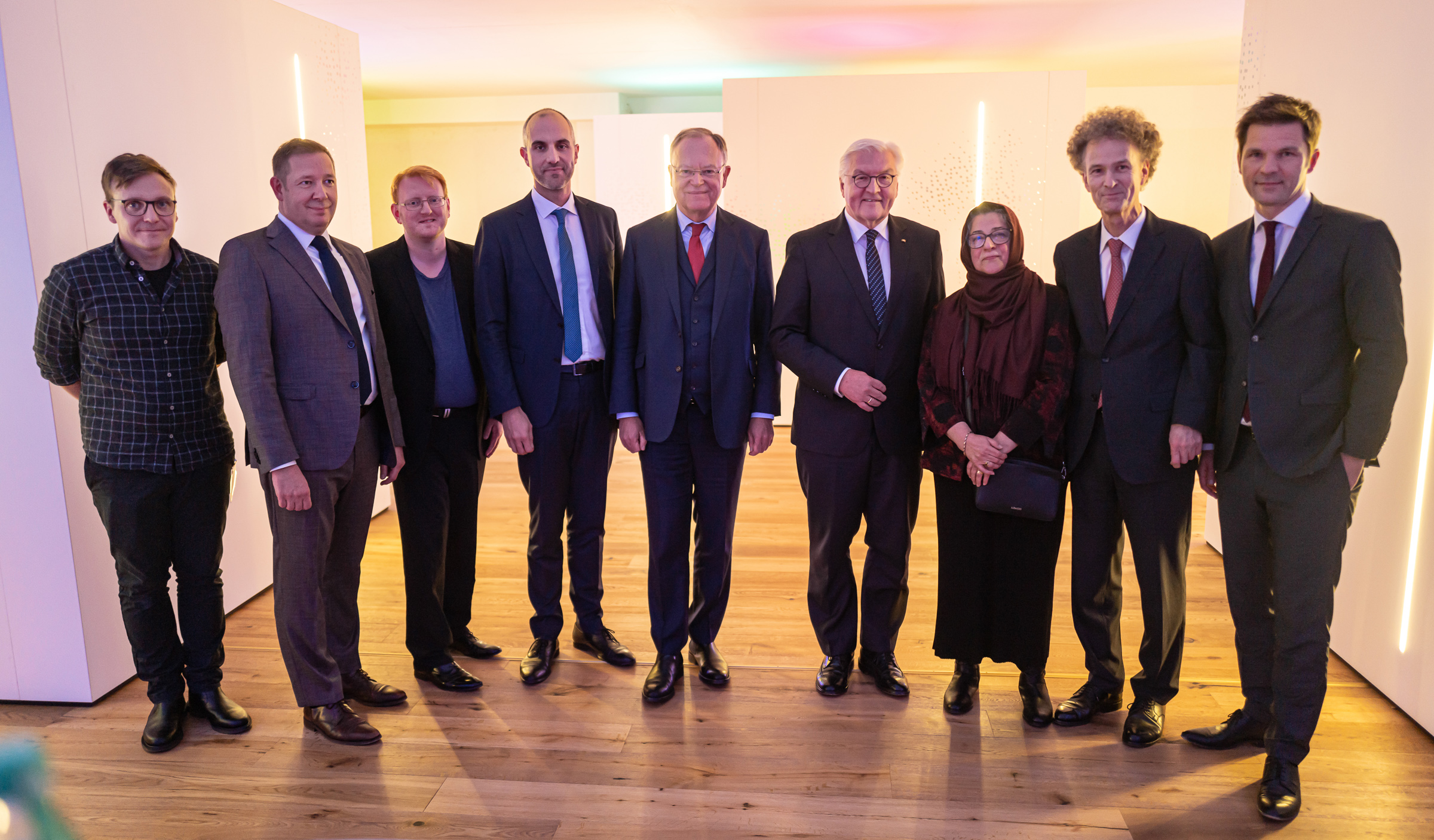
Eröffnungsfeier nach dem Umbau am 21. November 2022 mit Bundespräsident Frank-Walter Steinmeier, Ministerpräsident Stephan Weil, Regionspräsident Steffen Krach und Oberbürgermeister Belit Onay

Die Etablierung des Hauses der Religionen hatte einen mehrjährigen Vorlauf, der bis zum Anfang der 1990er Jahre reichte. Schon während des zweiten Golfkrieges kamen Menschen 1991 in Hannover zu einem interreligiösen Diskussions- und Gebetskreis zusammen.
Der Brandanschlag von Solingen war am 29. Mai 1993 Anlass zur Bildung des „Aktionskreises der Religionen und Kulturen“ u. a. durch seinen Mitgründer und ersten Vorsitzenden (1993–1998) Hans Werner Dannowski. 1995 gründet sich die Regionalgruppe Hannover der „Weltkonferenz der Religionen für den Frieden“ (WCRP).
Während der EXPO 2000 fand sich der „Treffpunkt Religionen“ in den Räumen der Reformierte Kirche Hannover und im Jahr 2002 in der Schule am Hohen Ufer in Hannover unter der Schirmherrschaft von Oberbürgermeister Herbert Schmalstieg.
In den Räumen der Athanasiusgemeinde kam es während des 30. Deutschen Evangelischen Kirchentages im Jahr 2005 zur Bildung des „Hauses der Religionen“. Hier erfolgte auch im Jahr 2007 die Eröffnung der Ausstellung „Religionen im Dialog“.
Zur Gründung des Vereins „Haus der Religionen Hannover e. V.“ kam es schließlich im Jahr 2008.
Nach einer Umbauphase, die die Fläche auf das Zehnfache erhöhte, wurden die neuen Räume des Hauses der Religionen am 21. November 2022 im Beisein des deutschen Bundespräsidenten Frank-Walter Steinmeier, des Ministerpräsidenten Niedersachsens Stephan Weil sowie weiterer Persönlichkeiten feierlich eingeweiht.

## Struktur
Das Bildungs- und Veranstaltungszentrum ruht auf einer Doppelstruktur, in die einerseits die Religions- und Weltanschauungsgemeinschaften, andererseits aber auch individuelle Förderer einbezogen sind.

### Forum der Religionen
Für erstere besteht die Möglichkeit einer Mitgliedschaft im Forum der Religionen. Innerhalb des Forums stehen jeder Mitgliedsgemeinschaft zwei Sitze zu. Dreimal jährlich kommen die Delegierten zusammen, um einander besser kennen zu lernen und über aktuelle Fragen des Zusammenlebens in einer multireligiösen Stadt zu sprechen. Alle drei Jahre wählen die Forumsmitglieder Hannovers Rat der Religionen.
Gegründet wurde das Forum der Religionen als „Aktionskreis der Religionen und Kulturen“ im Jahr 1993. 2009 erhielt es seinen jetzigen Namen. Das Forum der Religionen ist offen für weitere religiöse Gemeinschaften und Gruppen, die sich im interreligiösen Dialog engagieren möchten. Auf einen formellen Aufnahmeantrag folgt zunächst eine zweijährige Probemitgliedschaft.

### Rat der Religionen
Mit dem Rat der Religionen hat Hannover seit 2009 eine gemeinsame Vertretung der Glaubensgemeinschaften. Der Rat der Religionen vernetzt die Religions- und Weltanschauungsgemeinschaften Hannovers und vertritt sie gegenüber der Politik und der Stadtgesellschaft. Zurzeit besteht der Rat aus neun gewählten Mitgliedern. Zusätzlich gehören ihm Kraft Amtes die beiden Vorsitzenden des Trägervereins an.
Der Rat der Religionen leitet das Forum der Religionen und das Haus der Religionen und ist Ansprechpartner für Politik und Stadtgesellschaft. Er wird alle drei Jahre von den Delegierten des Forums der Religionen gewählt. Ein Sprecherteam vertritt den Rat nach außen. Jede Religionsgemeinschaft hat im Rat der Religionen eine Stimme, unabhängig von der Zahl ihrer Mitglieder.
Der Rat der Religionen hat sich 2017 eine Grundordnung gegeben, in der die beteiligten Gemeinschaften sich zu den Werten des Grundgesetzes und der freiheitlich-demokratischen Grundordnung der Bundesrepublik Deutschland bekennen, insbesondere auch zur gleichberechtigten Teilhabe der Geschlechter, zur Meinungsfreiheit und zur Religionsfreiheit.
Das Sprecherteam des Rates der Religionen Hannover bilden der evangelische Stadtsuperintendent Rainer Müller-Brandes und die islamische Theologin Hamideh Mohagheghi.

### Trägerverein
Der gemeinnützige Verein Haus der Religionen –Zentrum für interreligiöse und interkulturelle Bildung e.V. trägt das Haus der Religionen und ermöglicht seine Arbeit. Er wurde am 2. Dezember 2008 von Frauen und Männern aus sieben Religionsgemeinschaften gegründet. Der Verein ist den Religionsgemeinschaften freundschaftlich verbunden, aber in seiner Struktur unabhängig. Er wird von einem multireligiösen Vorstand geleitet. Über eine Fördermitgliedschaft können Einzelpersonen zur Finanzierung der Arbeit beitragen. Vorsitzender ist seit seiner Gründung der evangelische Theologe Wolfgang Reinbold.

### Kuratorium
Das Kuratorium berät den Vorstand des Trägervereins bei der Erfüllung seiner Aufgaben. Seine Mitglieder fördern die Wahrnehmung des Hauses der Religionen. Es besteht aus 8–12 Personen, die von der Mitgliederversammlung des Vereins auf Vorschlag des Vorstands für eine Amtszeit von drei Jahren berufen werden, wobei mindestens zwei dieser Mitglieder dem Verein angehören müssen. Zusätzlich nehmen der 1. und 2. Vorsitzende an den Sitzungen des Kuratoriums teil. Im Gegenzug nimmt der Sprecher des Kuratoriums mit beratender Stimme an den Vorstandssitzungen teil.

## Angebote
Der Schwerpunkt der Arbeit des Hauses der Religionen ist die interreligiöse Bildung von Kindern, Jugendlichen und Erwachsenen. Das hauptsächliche Ziel ist die Vermittlung von interreligiöser Kompetenz.

### Multimediale Dauerausstellung

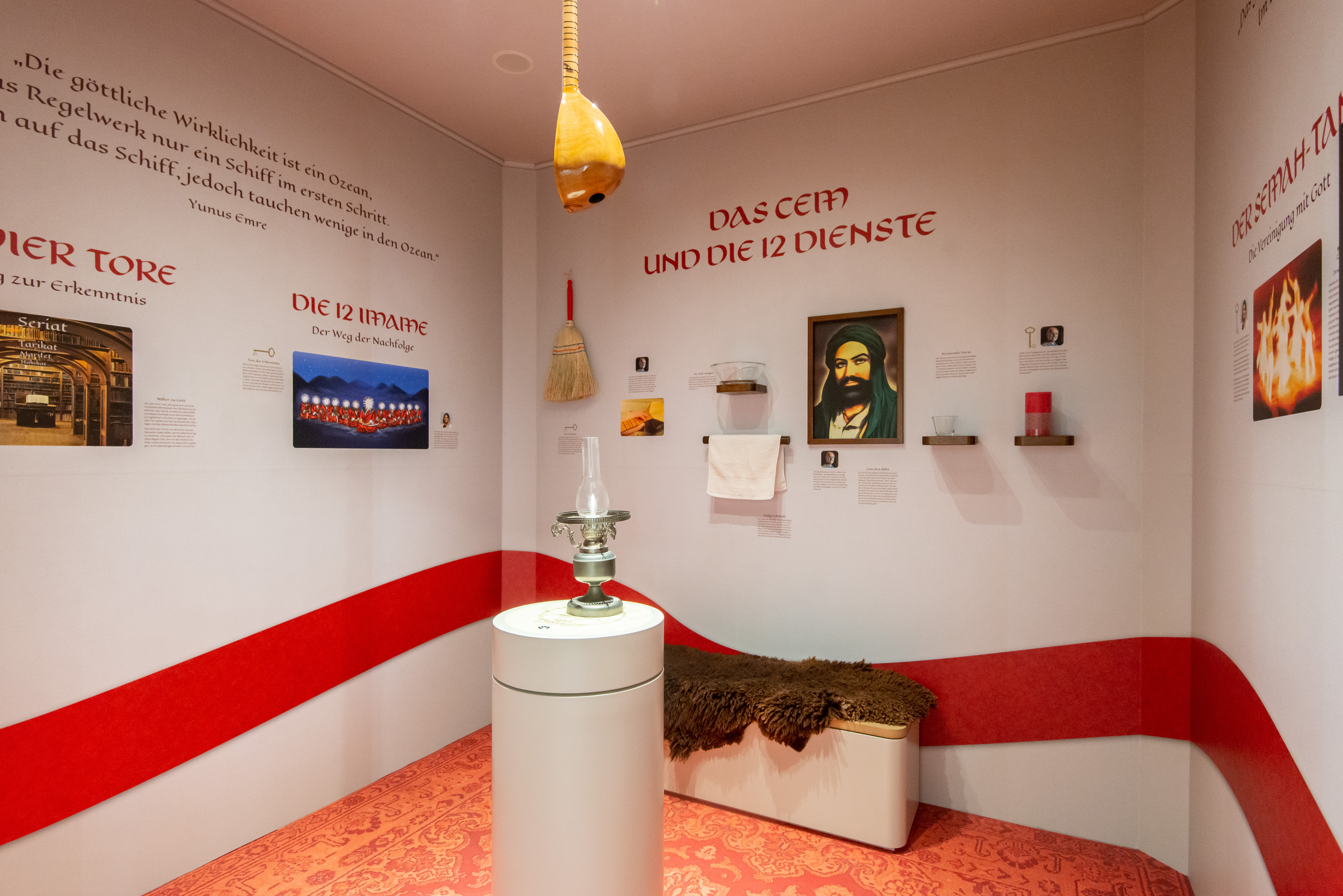
Blick in den alevitischen Kubus der multimedialen Dauerausstellung im Haus der Religionen

Die Dauerausstellung des Hauses der Religionen besteht aus neun kleinen Räumen, sogenannten „Kuben“, die ohne inhaltliche Vorgaben von den Religionsgemeinschaften selbst gestaltet worden sind. Neben Texten und Bildern arbeiten die Konzepte auch mit atmosphärischen Elementen wie Licht- und Soundinstallationen, bestimmten Farben und Symbolen sowie mit raumformenden Einbauten. Dies ermöglicht ein Eintauchen in die Welt der Religionen über das Sachwissen hinaus. Einen Schwerpunkt bilden „aktivierend-partizipierenden Elemente“ in Form von „Mitmach-Stationen“, die dazu anregen, sich bestimmte Aspekte der Lehre oder Praxis der Glaubensgemeinschaften selbst zu erschließen. 
Jeder Kubus enthält auch einen Bildschirm, auf dem pro Religions- und Weltanschauungsgemeinschaft zwei Protagonisten in etwa dreiminütigen Videos Auskunft geben über das, was sie an ihrem eigenen Glauben berührt. Didaktische Module ermöglichen Besuchern eine vielfältige Nutzung.

### Führungen
Im Haus der Religionen können Besucher in der Dauerausstellung Religionen mit allen Sinnen erleben und die unterschiedliche Fragestellungen erarbeiten. Es gibt ausgearbeitete Arbeitsmaterialien, Rundgänge und Aufgabenstellungen, Gruppen- und Einzelarbeit, Weckung des Forscherdrangs, multimediale Präsentationen sowie Begleitungdurch die Mitarbeitenden.
Hauptzielgruppe der Ausstellung sind Schülerinnen und Schüler. Weitere Zielgruppen sind:
- Lehrkräfte und pädagogische Fachkräfte
- Theologisches Personal, Verwaltungskräfte, Polizei, Pflegepersonal usw., die an einer Fortbildung teilnehmen

Neben einem „Basismodul“ mit allgemeinem Überblickswissen werden fünf verschiedene Vertiefungsmodule zu den Themen „Biografiearbeit“, „Versammlungsstätten“, „Schriften“, „Rituale“ und „Religionsstifter“ angeboten.
Darüber hinaus werden auch Besuche in den Versammlungsstätten der Religionsgemeinschaften vermittelt.

### Fortbildungen
Im Haus der Religionen finden zahlreiche Fortbildungen und Workshops statt, von interreligiösen Kommunikationstrainings bis zu Seminaren für Fachpersonen aus Verwaltung, Medizin, Pflege, Sozialarbeit oder Erziehungsberufen.

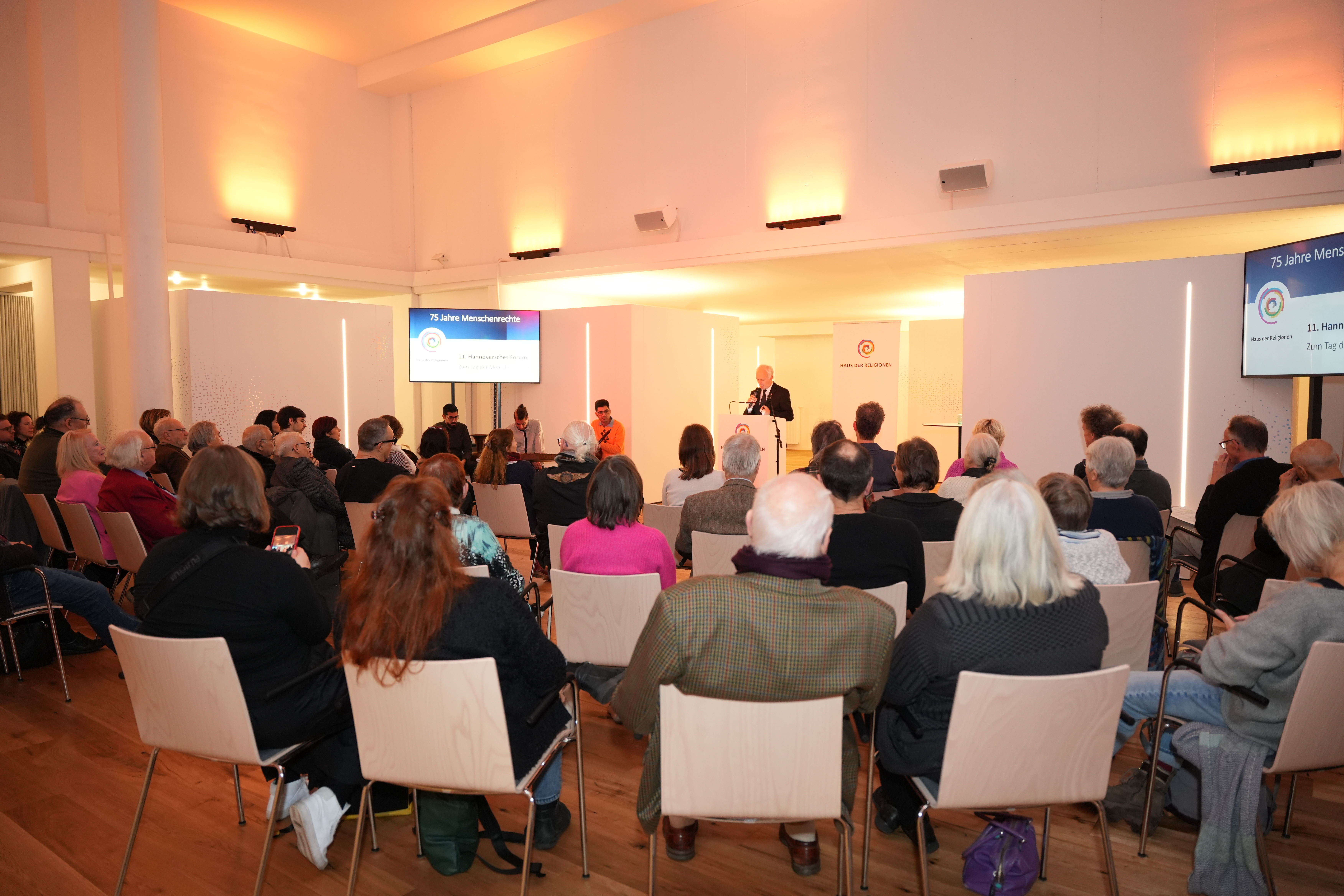
Grußwort des Bürgermeisters der Landeshauptstadt Hannover, Thomas Klapproth, zum 11. Hannöverschen Forum zum Tag der Menschenrechte am 10. Dezember 2023

### Veranstaltungen
Im Rahmen regelmäßiger Abendveranstaltungen werden sowohl einzelne Religionen vorgestellt als auch Themen aus mehreren Perspektiven betrachtet. Traditionelle Veranstaltungsformate beinhalten das „Interkulturelle Weihnachtsfest“ im Stadtteil List, das „Hannöversche Forum zum Tag der Menschenrechte“ am 10. Dezember sowie die Besuchsreihe „Religionen laden ein“, bei der die Versammlungsstätten der Religionsgemeinschaften in der Stadt mit Gruppen besucht werden.

## Finanzierung
Das Haus der Religionen wird zum überwiegenden Teil aus öffentlichen Fördergeldern finanziert. Die Landeshauptstadt Hannover übernimmt einen Großteil der Betriebskosten des Gebäudes. Das katholische Bistum Hildesheim und der Ev.-Luth. Stadtkirchenverband Hannover finanzieren je eine volle Stelle. Weitere Gelder kommen aus Projektförderungen durch die Landeshauptstadt Hannover, die Region Hannover, die Integrationsbeiräte und Stadtbezirksräte sowie die Dr. Buhmann-Stiftung für interreligiöse Verständigung. Darüber hinaus zahlen die Mitgliedsgemeinschaften im Forum der Religionen einen monatlichen Mitgliedsbeitrag und der Trägerverein nimmt von seinen Fördermitgliedern Mitgliedsbeiträge und von weiteren Förderern Spenden entgegen.

## Schriften
- WCRP Hannover/Aktionskreis der Religionen und Kulturen Hannover (Hrsg.), Ewald Wirth (Red.): Religionen in Hannover, Eigenpublikation, Hannover 1997.
- Rat der Religionen Hannover/Dr. Buhmann-Stiftung für interreligiöse Verständigung (Hrsg.), Wolfgang Reinbold, Ali Faridi, Hamideh Mohagheghi, Annedore Beelte-Altwig (Red.): Religionen in Hannover, Eigenpublikation, Hannover 2016.